# Губернатор Владимирской области
Губерна́тор Влади́мирской о́бласти — высшее должностное лицо Владимирской области. Возглавляет высший исполнительный орган государственной власти области — правительство Владимирской области.

## История
С момента образования Владимирской области и до весны 1990 года ведущую роль в её руководстве занимал Владимирский областной комитет ВКП(б)-КПСС. С 1989 года первым секретарём Владимирского обкома КПСС был Геннадий Кондрюков.
В 1990 году произошло резкое снижение влияния однопартийной системы в связи с отменой 14 марта 1990 года шестой статьи советской конституции, которая определяла «руководящую и направляющую роль» КПСС. Российские регионы фактически начали развиваться по модели «парламентской республики». Как результат, первым лицом в регионе стал председатель регионального совета. В 1990 году большинство руководителей региональных партийных комитетов стали избираться на пост председателя регионального совета и стремятся совмещать обе должности. Однако осенью 1990 года власти РСФСР запретили совмещение постов партийного и советского руководителя региона. Чувствуя политическую конъюнктуру, многие первые секретари обкомов КПСС отказались от своих партийных постов и сосредоточились на советской работе. Так произошло и во Владимирской области — 24 июля 1990 года Геннадий Кондрюков стал председателем Владимирского облсовета. Обком же в статусе исполняющего обязанности на полтора месяца возглавил Николай Виноградов, а 3 ноября 1990 года первым секретарём стал Владимир Захаров.
19 августа 1991 года во время Августовского путча Геннадий Кондрюков отказался поддерживать ГКЧП. Позднее, в 1997 году, Кондрюков погиб.
Ему на смену председателем областного Совета народных депутатов на октябрьской сессии был избран Владимир Калягин, до этого работавший преподавателем Владимирского педагогического института, активный участник движения Народный фронт — регионального объединения сторонников перестройки.
На начальном этапе постсоветской истории предполагалось, что выборность региональных руководителей будет вводиться во всех регионах. В августе 1991 года президент России Борис Ельцин обещал скорейшее проведение выборов. На переходный период, однако, был создан новый институт — назначаемого президентом главы региональной администрации (под администрацией понимается орган региональной исполнительной власти). 25 августа 1991 года главой администрации Владимирской области указом президента был назначен 30-летний Юрий Власов. Он стал самым молодым в России губернатором.
Законодательное собрание 1-го созыва (март 1994 г. — декабрь 1996 г.) под руководством коммуниста Николая Виноградова пыталось добиться от президента России проведения выборов главы администрации области. В сентябре 1996 года Борис Ельцин подписал указ «О выборах главы администрации Владимирской области», которым разрешил проведение выборов главы администрации Владимирской области в декабре 1996 года.

## Срок полномочий
Срок полномочий губернатора Владимирской области — 5 лет.

## Список губернаторов
| № | Губернатор                      | Губернатор | Срок полномочий | Срок полномочий                                                    | Партийность   | Основание наделения полномочиями |
| - | ------------------------------- | ---------- | --- | ------------------------------------------------------------------ | ------------- | --- |
| 1 | Юрий Васильевич Власов          |            | 25 сентября 1991 | 17 декабря 1996                                                    |               | Назначен на пост Президентом РФ Борисом Ельциным |
| 2 | Николай Владимирович Виноградов |            | 8 декабря 1996 избран, 17 декабря 1996 вступил в должность ♦ 10 декабря 2000 избран, 7 апреля 2001 вступил в должность ♦ 18 февраля 2005 наделён полномочиями, 27 марта 2005 вступил в должность ♦ 28 февраля 2009 наделён полномочиями, 24 марта 2009 вступил в должность | 7 апреля 2001 ♦ 27 марта 2005 ♦ 24 марта 2009 ♦ 24 марта 2013 года | КПРФ          | Избран на выборах главы администрации Владимирской области: - 8 декабря 1996 — победил в 1 туре, набрав 62,2 % голосов Избран на выборах главы администрации Владимирской области: - 10 декабря 2000 — победил в 1 туре, набрав 65,58 % голосов Наделён полномочиями по представлению Президента РФ Владимира Путина - 18 февраля 2005 года утверждён областным заксобранием Наделён полномочиями по представлению Президента РФ Дмитрия Медведева - 28 февраля 2009 года утверждён областным заксобранием |
| 3 | Светлана Юрьевна Орлова         |            | 24 марта 2013 года назначена вр. и. о. ♦ 8 сентября 2013 избрана, 23 сентября 2013 вступила в должность | 23 сентября 2013 ♦ 8 октября 2018 года                             | Единая Россия | Назначена на пост Президентом РФ Владимиром Путиным до вступления в должность избранного губернатора Владимирской области: - 24 марта 2013 года Избрана на выборах губернатора Владимирской области: - 8 сентября 2013 года — победила в 1 туре, набрав 74,73 % голосов |
| 4 | Владимир Владимирович Сипягин   |            | 23 сентября 2018 года победил во втором туре, 8 октября 2018 года вступил в должность | 8 октября 2018 года ♦ 4 октября 2021 года                          | ЛДПР          | Избран на выборах губернатора Владимирской области: - 23 сентября 2018 года — победил во 2 туре, набрав 57,03 % голосов |
| 5 | Александр Александрович Авдеев  |            | 4 октября 2021 года назначен врио 11 сентября 2022 года победил на выборах 16 сентября 2022 года вступил в должность | 4 октября 2021 года в должности врио ♦ 16 сентября 2022 года       | Единая Россия | Назначен на пост Президентом РФ Владимиром Путиным до вступления в должность избранного губернатора Владимирской области: - 4 октября 2021 года |